# Ration C

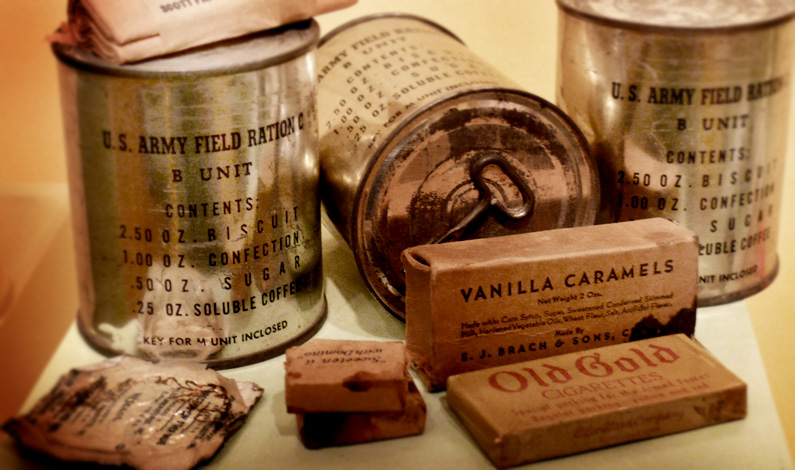
Une sélection de boites de conserve de rations C de l'armée américaine de la Seconde Guerre mondiale (les caramels à la vanille et les cigarettes Old Gold ne faisaient pas partie de la ration).

Dans l'armée de terre américaine, la ration C était  une ration individuelle, prête à manger et en boîte de conserve. Elle était distribuée  lorsque la ration A (aliments frais) ou la ration B (aliments en conserve à préparer  en cuisine pour un groupe de soldats), étaient peu pratiques ou indisponibles, et que les rations de survie (ration K ou ration D) étaient inadaptées.